# 巴格施泰特
巴格施泰特（德語：Bargstedt，發音：[ˈbaʁkˌʃtɛt]）是德国下萨克森州施塔德县的市镇，面积26.5平方千米，2023年12月31日人口为2,134人。